# Mel Wanzo
Melvin „Mel“ Wanzo, auch Melvin Wahid Muhammad, (* 22. November 1930 in Cleveland, Ohio; † 9. September 2005 in Detroit, Michigan) war ein US-amerikanischer Jazzposaunist, der von 1969 bis 1980 im Count Basie Orchestra und danach in der Basie-Ghost Band spielte.
Mel Wanzo studierte an der Youngstown University in Youngstown (Ohio) bis zum Bachelor-Abschluss 1952. Danach spielte er in der US Army in einer Big Band unter Cannonball Adderley und begleitete Rhythm-and-Blues-Sänger wie Ruth Brown und Big Joe Turner, bevor er am Cleveland Institute of Music erneut Musik studierte. In den 1960er-Jahren spielte er in den Big Bands von Woody Herman und von 1966 bis 1968 in der von Ray McKinley geleiteten Glenn Miller Band. Ab 1969 gehörte er zum Orchester von Count Basie, wo er bis 1980 blieb. Anfang der 1980er-Jahre spielte er in der Big Band Juggernaut von Frank Capp und Nat Pierce und war dann bis in die 1990er-Jahre Mitglied in der Count-Basie-Ghostband unter Thad Jones, Frank Foster und Grover Mitchell.
Als Solist ist er zum Beispiel auf The Left-hand Corner in Count Basie Live in Japan (Pablo 1978) zu hören.